# Hubert von Goisern
Hubert von Goisern (tên thật là Hubert Achleitner, sinh ngày 17 tháng 11 năm 1952) là một ca sĩ tự viết nhạc. Với sự pha trộn nhạc rock và nhạc dân gian ông ta trở nên đại diện tiêu biểu của New Volksmusik và Alpine Rock ở Áo, Thụy Sĩ và Đức. Tên nghệ sĩ von Goisern lấy từ tên quê hương ông. Hubert von Goisern đã đạt được rất nhiều giải thưởng quốc gia và quốc tế.